# Homalium dewitii
Homalium dewitii är en videväxtart som beskrevs av A.J.G.H. Kostermans. Homalium dewitii ingår i släktet Homalium och familjen videväxter. Inga underarter finns listade i Catalogue of Life.